# Memphis Belle
Cet article concerne le bombardier. Pour le film de Michael Caton-Jones, voir Memphis Belle.

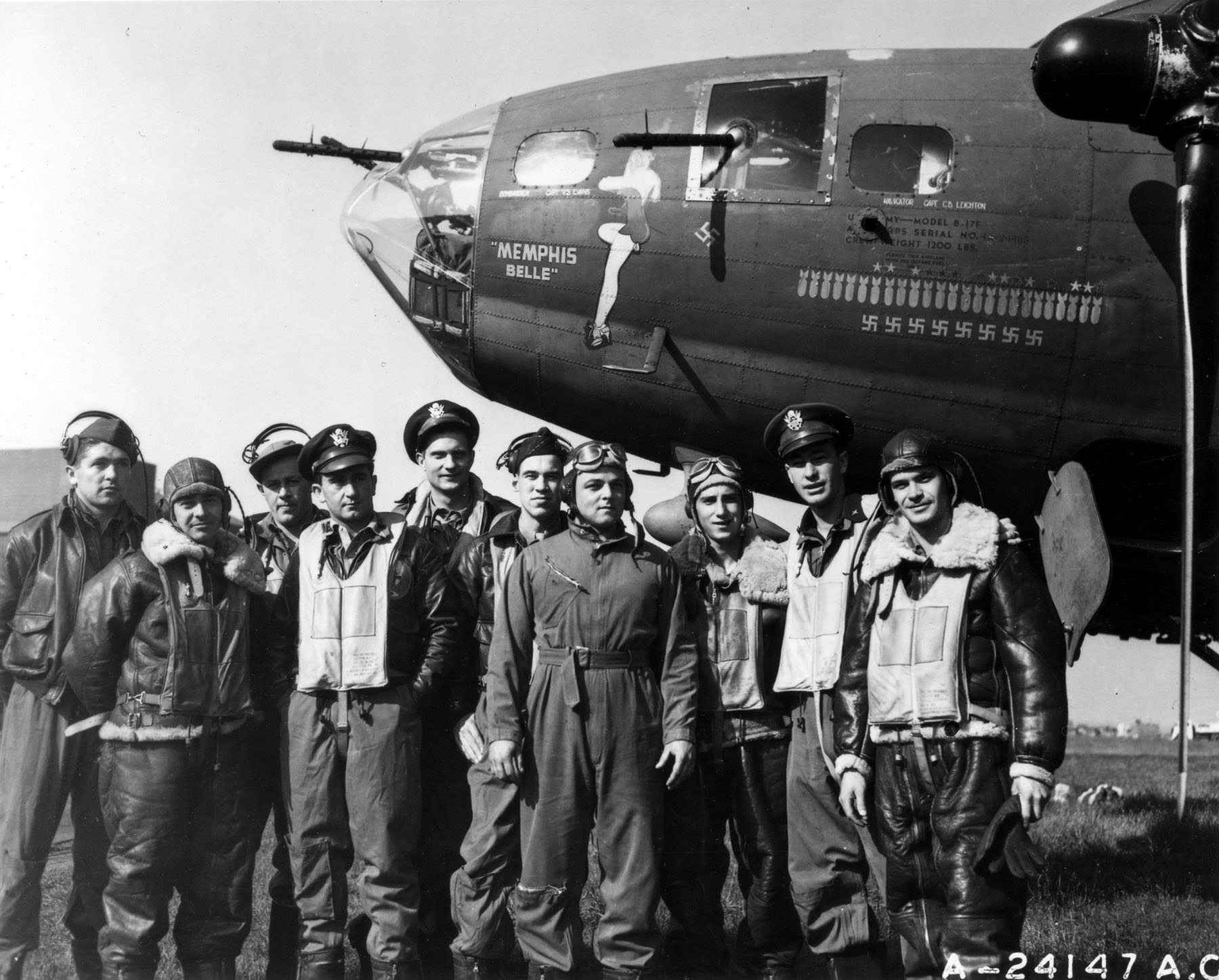
Le Memphis Belle et son équipage.

Le Memphis Belle est un bombardier B-17 Flying Fortress datant de la Seconde Guerre mondiale, dont de nombreux films et reportages relatent les exploits. Ce fut le troisième avion et équipage à réussir vingt-cinq missions trois jours après l'avion Hell's Angels, signifiant à l'époque un billet de retour pour les États-Unis. Cet appareil est, en 2011, conservé au musée national de l'armée de l'air des États-Unis (National Museum of the United States Air Force), implanté sur la base aérienne Wright-Patterson, dans l'Ohio.
On peut voir en France, au musée volant Salis implanté au sein de l'aérodrome de La Ferté-Alais, une autre Forteresse volante qui lui a « donné la réplique » dans le film Memphis Belle : The Pink Lady.

## Données historiques
Le Memphis Belle est un B-17F-10-BO Flying Fortress ayant pour numéro de série : 41-24485. Il faisait partie de l'unité 324th Bomb Squadron (H), 91st Bomb Group (H), 1st Combat Wing, 1st Air Division, 8th Bomber Command. Sa base terrestre était Bassingbourn (en), en Angleterre.
La pin-up de Nose art est reprise d'une illustration de George Petty.

### Liste des missions en Europe
| Mission/Date         | Destination               | Objectif                          |
| -------------------- | ------------------------- | --------------------------------- |
| 1 - 7 novembre 1942  | Brest, France             | Base sous-marine de Brest         |
| 2 - 9 novembre 1942  | Saint-Nazaire, France     | Base sous-marine de Saint-Nazaire |
| 3 - 17 novembre 1942 | Saint-Nazaire, France     | Base sous-marine de Saint-Nazaire |
| 4 - 6 décembre 1942  | Lille, France             | Usine de locomotives              |
| 5 - 20 décembre 1942 | Romilly-sur-Seine, France | Aérodrome allemand                |
| 6 - 3 janvier 1943   | Saint-Nazaire, France     | Base sous-marine de Saint-Nazaire |
| 7 - 13 janvier 1943  | Lille, France             | Usine de locomotives              |
| 8 - 23 janvier 1943  | Lorient, France           | Base sous-marine de Lorient       |
| 9 - 4 février 1943   | Emden, Allemagne          | Usine de guerre (Entreprise Ford) |
| 10 - 14 février 1943 | Hamm, Allemagne           | Gare de triage ferroviaire        |
| 11 - 16 février 1943 | Saint-Nazaire, France     | Base sous-marine de Saint-Nazaire |
| 12 - 26 février 1943 | Wilhelmshaven, Allemagne  | Base navale                       |
| 13 - 27 février 1943 | Brest, France             | Base sous-marine de Brest         |
| 14 - 6 mars 1943     | Lorient, France           | Base sous-marine de Lorient       |
| 15 - 12 mars 1943    | Rouen, France             | Gare de triage ferroviaire        |
| 16 - 13 mars 1943    | Abbeville, France         | Aérodrome                         |
| 17 - 22 mars 1943    | Wilhelmshaven, Allemagne  | Base navale                       |
| 18 - 28 mars 1943    | Rouen, France             | Gare de triage ferroviaire        |
| 19 - 5 avril 1943    | Anvers, Belgique          | Usine de moteurs d'avions         |
| 20 - 16 avril 1943   | Lorient, France           | Base sous-marine de Lorient       |
| 21 - 17 avril 1943   | Brême, Allemagne          | Usine Focke-Wulf                  |
| 22 - 1er mai 1943    | Saint-Nazaire, France     | Base sous-marine de Saint-Nazaire |
| 23 - 4 mai 1943      | Anvers, Belgique          | Usine de camions Ford             |
| 24 - 15 mai 1943     | Wilhelmshaven, Allemagne  | Chantier naval                    |
| 25 - 17 mai 1943     | Lorient, France           | Base sous-marine de Lorient       |

### Restauration et exposition
Entre 2005 et 2018, l'avion est restauré dans les ateliers du National Museum of the United States Air Force. Sa restauration achevée, l'avion est déplacé le 14 mars 2018 des ateliers vers les galeries du musée où il est exposé.

## Données techniques

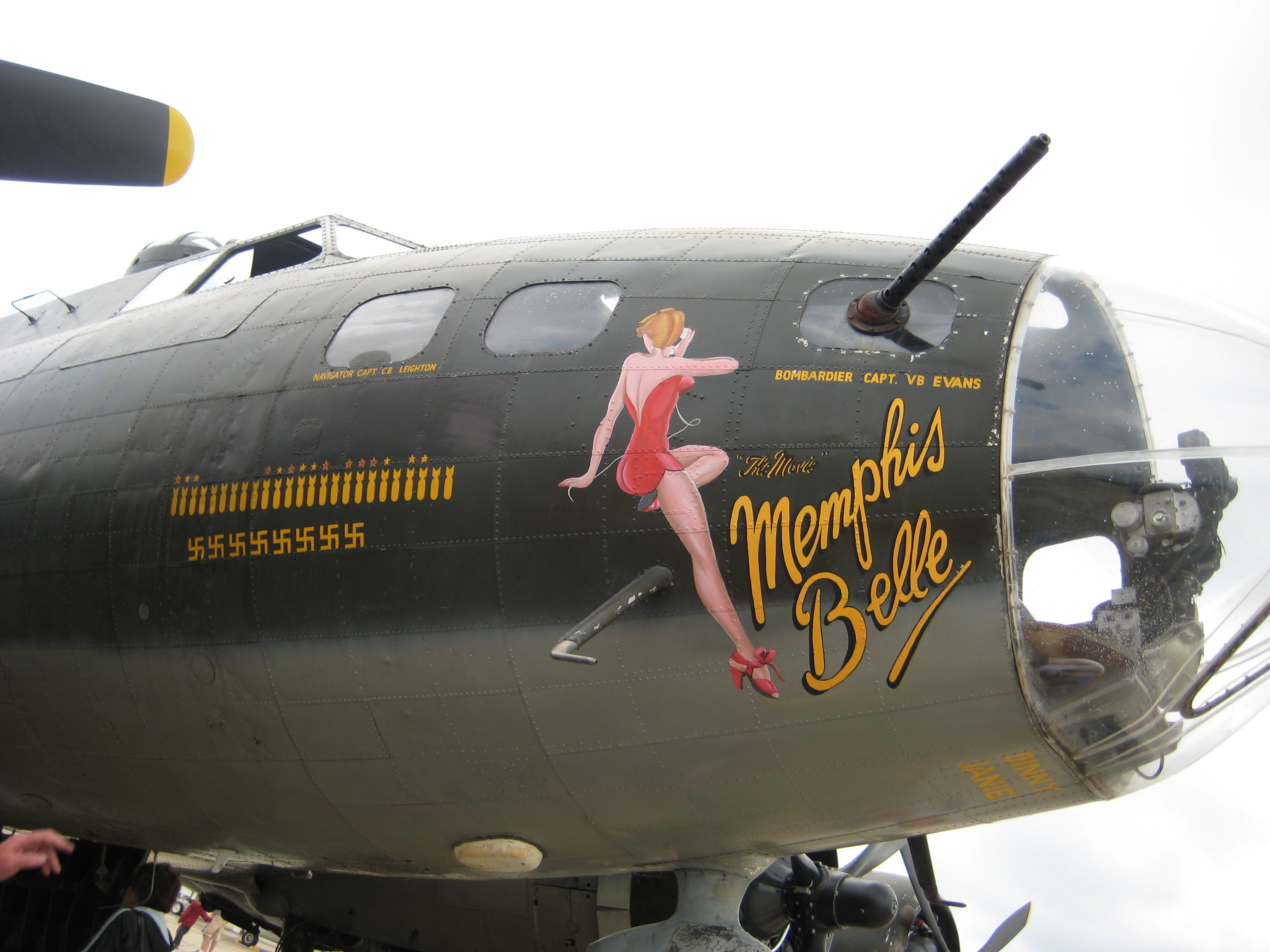
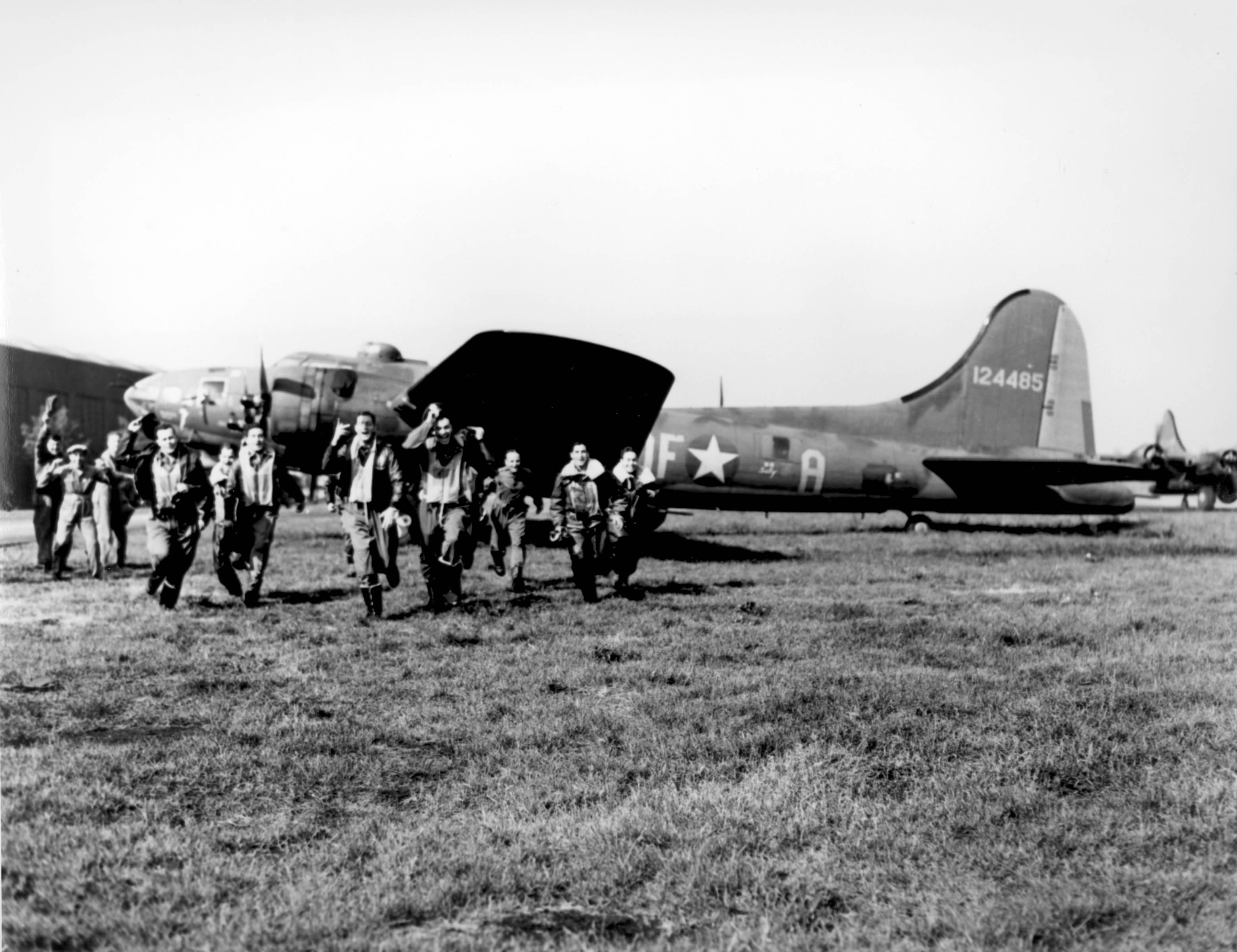
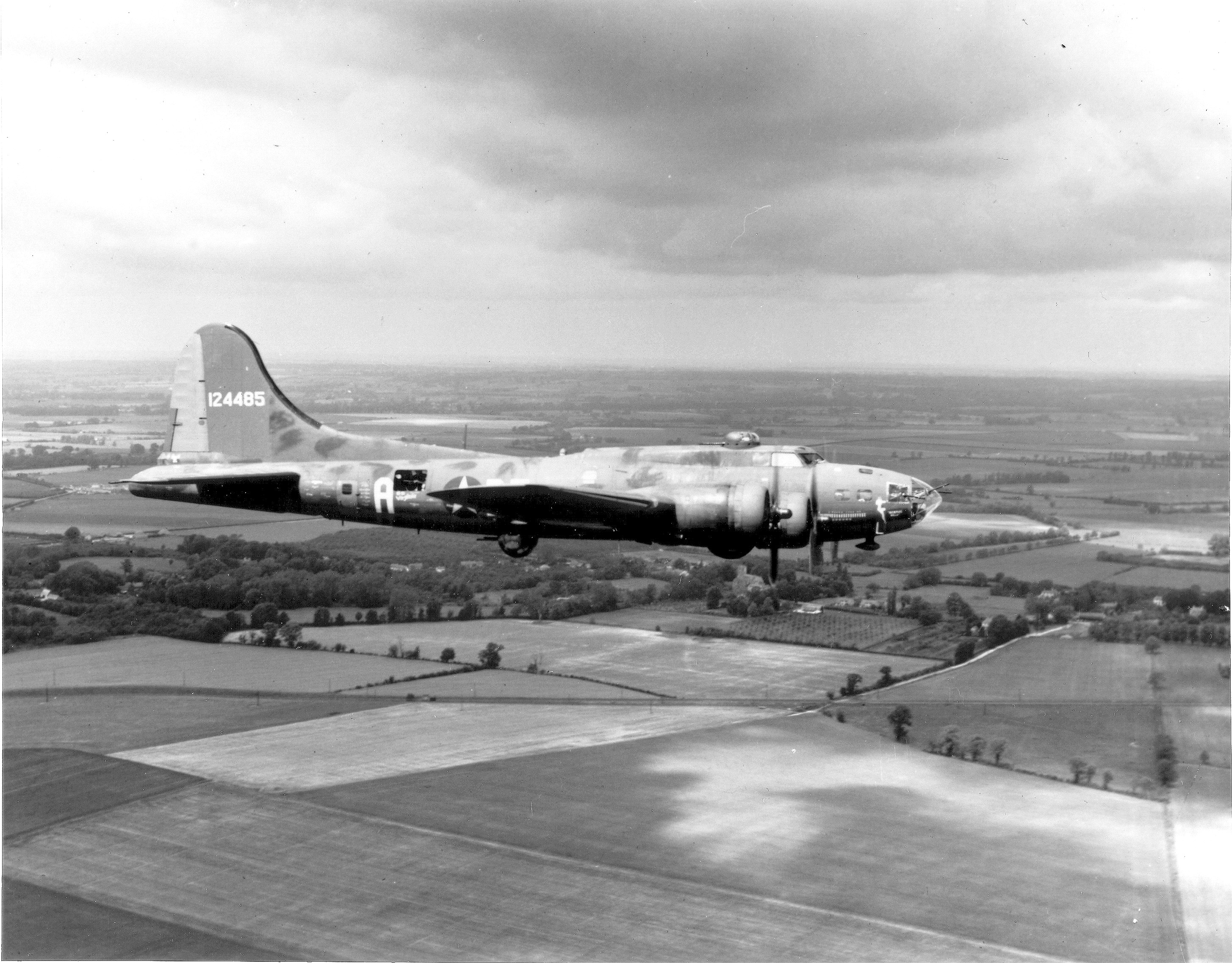
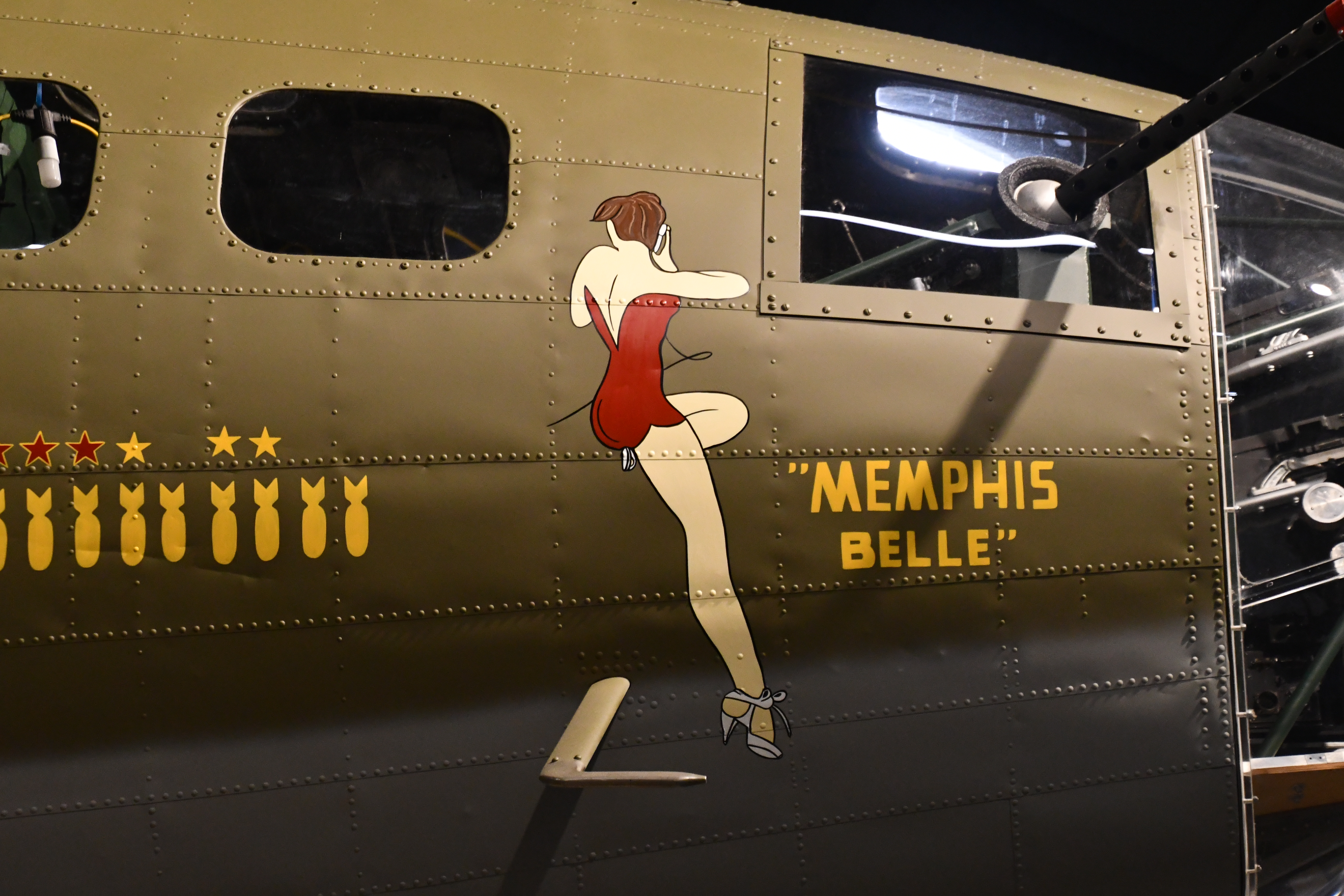
Boeing B-17 au National Museum of the US Air force - Dayton, OH - Côté droit.
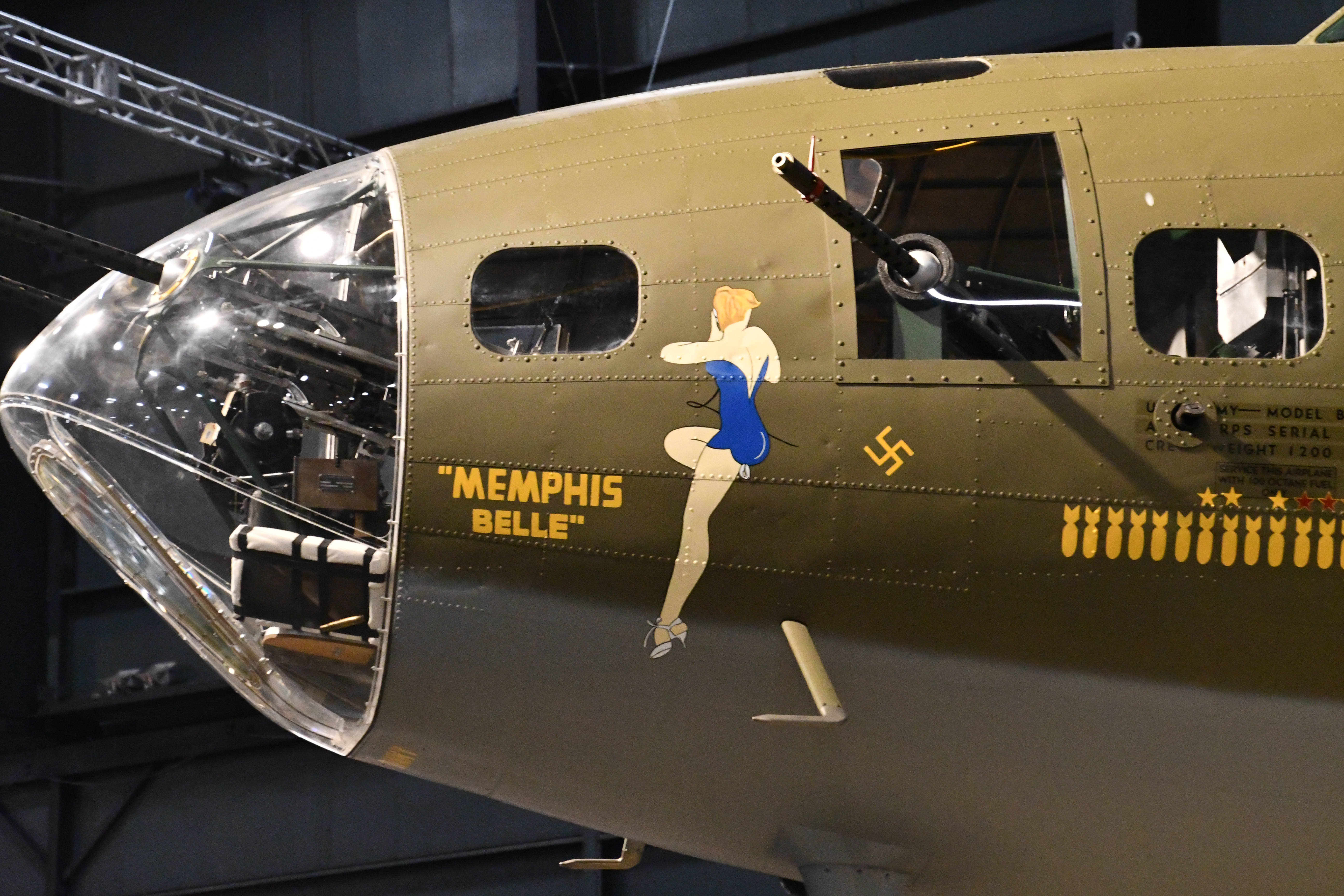
Boeing B-17 au National Museum of the US Air force - Dayton, OH - Côté gauche.
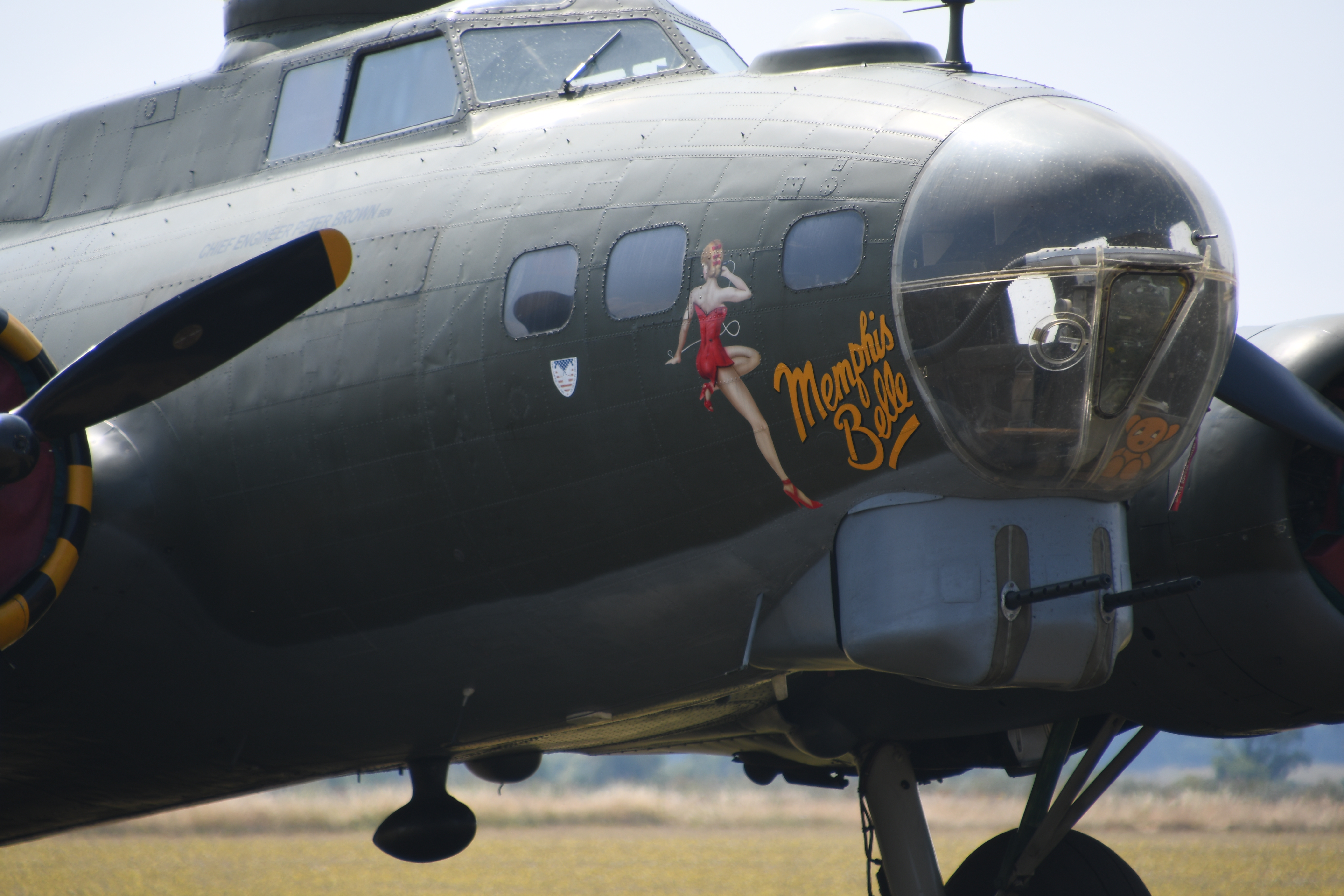
Boeing B-17 à l' Imperial War Museum, Duxford, GB.

## Équipage
- Pilote : capt. Robert K. Morgan (Asheville, Caroline du Nord)
- Copilote : capt. Jim Verinis (New Haven, Connecticut)
- Bombardier : capt. Vincent B. Evans (Henderson, Texas)
- Navigateur : capt. Charles B. Leighton (Flint, Michigan)
- Opérateur radio : sergent Robert J. Hanson (Spokane, Washington)
- Mitrailleurs de tourelle dorsale, sergent Leviticus Dillon (Providence, Virginie), sergent Eugene Adkins (Johnson City, Tennessee), sergent Harold P. Loch (Green Bay, Wisconsin)
- Mitrailleur gauche : sergent Clarence E. Winchell (Oak Park, Illinois)
- Mitrailleurs droit : sergent E. Scott Miller (Kingswood, Virginie-Occidentale), sergent Casimir A. Nastal (Détroit, Michigan)
- Mitrailleur de tourelle ventrale : Cecil H. Scott (Arapahoe, Caroline du Nord)
- Mitrailleur de queue : sergent John P. Quinlam (Yonkers, État de New York)
- Chef d'équipe mécanicien : sergent maître Joseph M. Giambrone (Hulneville, Pennsylvanie).

## Les films
- En 1944, le département de la Guerre lance The Memphis Belle: A Story of a Flying Fortress. Un film documentaire d'une durée de 45 min qui a été réalisé en 1944 par William Wyler, relatant les vingt-cinq missions et le retour de l'avion aux États-Unis. Le film original est disponible sur le site officiel du Memphis Belle .
- Memphis Belle est un film américain produit par David Puttnam et Catherine Wyler, réalisé par le britannique Michael Caton-Jones sorti en 1990. À noter que dans le film, leur ultime mission les emmène au-dessus de Brême pour bombarder les usines Focke-Wulf, cette mission étant en réalité la 21e.
- DVD Memphis Belle : Attaques en direct ; film d'archives de la collection Fortitude ; édité par TF1 Vidéo ; durée 99 min. Montre la dernière mission du Memphis Belle, mais aussi plus généralement l'histoire de toute la carrière du B-17 ainsi que les bombardements stratégiques alliés contre l'Allemagne avec aussi les B-24.